# Êxodo rural

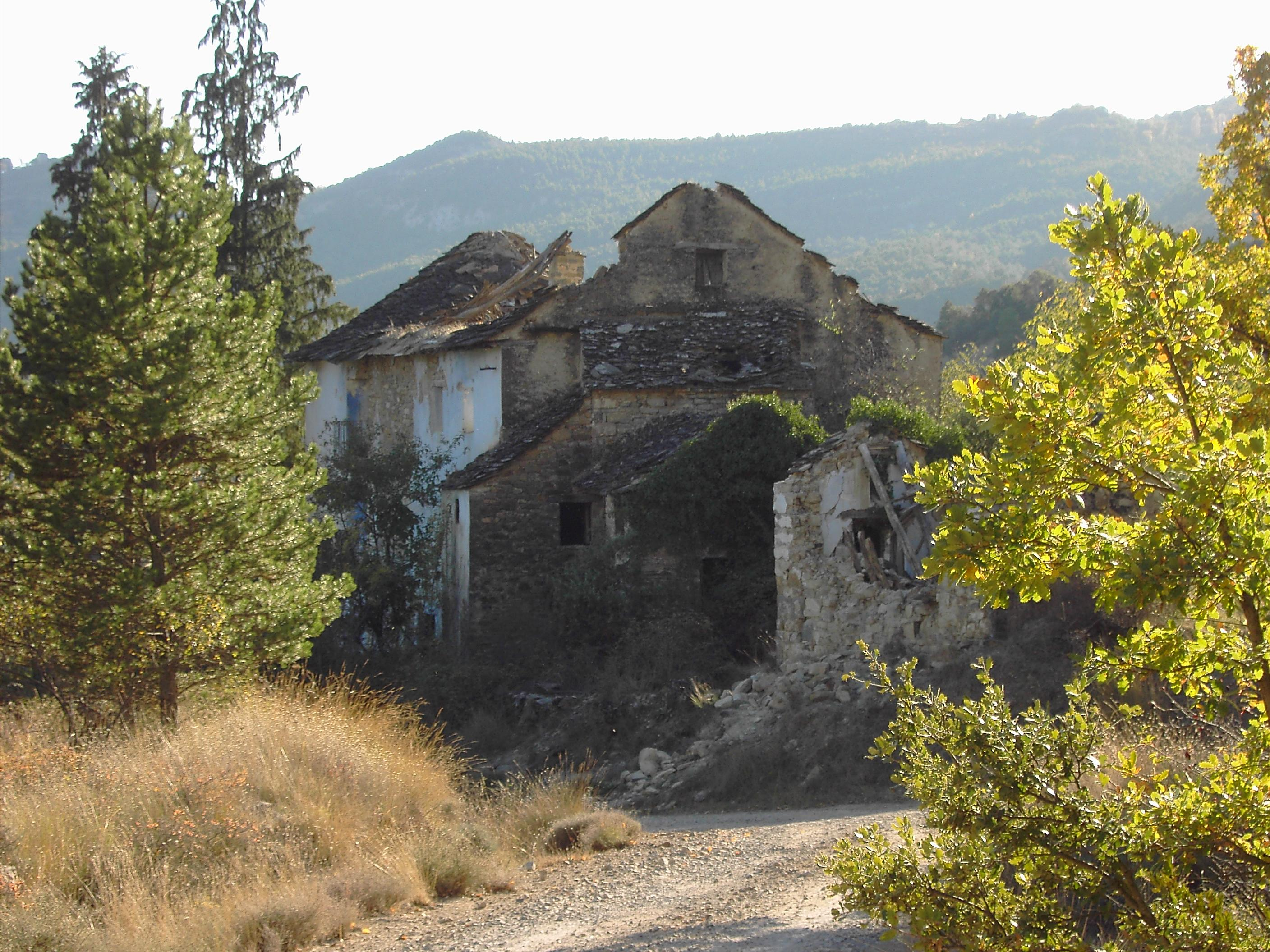
Ruínas de uma residência rural abandonada há decadas.

Êxodo rural é o termo que designa a migração de pessoas das zonas rurais para as zonas urbanas. Consiste no processo de urbanização visto do ponto de vista rural.
Nos tempos modernos, o êxodo rural geralmente ocorre numa região após a industrialização da agricultura — quando menos pessoas são necessárias para gerar a mesma quantidade de produção agrícola para o mercado.
Os conflitos recentes na África e noutras regiões do mundo são outra causa do êxodo rural, fazendo com que milhões de pessoas engrossem o exército de desempregados e marginais nas grandes cidades. Ainda outra causa são os desastres naturais, como ciclones e secas, que deixam as populações rurais sem meios de subsistência e as empurram, muitas vezes de forma permanente para as cidades.
Estes fenômenos estão ligados à falta de políticas de desenvolvimento das zonas rurais, tais como a construção de infraestruturas básicas — estradas, escolas e hospitais.

## Tendências históricas
Antes da Revolução Industrial, o êxodo rural ocorria em algumas poucas regiões específicas. As sociedades pré-industriais não experimentaram grandes fluxos de migração rural-urbana, principalmente devido à incapacidade das cidades de sustentar grandes populações. A falta de grandes indústrias, a alta mortalidade urbana e o baixo suprimento de alimentos serviram como freios que mantiveram as cidades pré-industriais muito menores do que as cidades atuais. Atenas e Roma antigas, estimam os estudiosos, tiveram uma população máxima de 80.000 e 500.000 habitantes, respectivamente.
O início da Revolução Industrial na Europa, no final do século XIX, removeu muitas dessas barreiras. À medida que os suprimentos de alimentos aumentaram e se estabilizaram, e os centros industrializados surgiram, as cidades começaram a ser capazes de abrigar populações maiores, desencadeando o início do êxodo rural em grande escala. No Reino Unido, a população vivendo em áreas urbanas cresceu de 20%, em 1800, para mais de 70%, em 1925.
Enquanto que no final do século XIX e no início do século XX o êxodo rural ocorreu sobretudo na Europa Ocidental e nos Estados Unidos, à medida que a industrialização se espalhou pelo mundo, durante o século XX, o êxodo e a urbanização também ocorreram em outras regiões. Hoje, o êxodo rural é um fenômeno que ocorre em novas áreas, incluindo na China e, mais recentemente, na África subsaariana.

### Causas
Muitos migrantes optam por deixar as zonas rurais pelo desejo de buscar melhores oportunidades econômicas nas áreas urbanas. Melhores oportunidades econômicas podem ser reais ou percebidas. De acordo com o Modelo Harris-Todaro, a migração para áreas urbanas continuará existindo enquanto a renda real urbana esperada na margem exceder o produto real agrícola. No entanto, o sociólogo Josef Gugler aponta que, embora os benefícios individuais do aumento dos salários possam superar os custos da migração, se muitos indivíduos seguirem esse mesmo raciocínio, isso poderá produzir efeitos prejudiciais, como superpopulação e desemprego em nível nacional. Esse fenômeno, quando a taxa de urbanização supera a taxa de crescimento econômico, é conhecido como superurbanização.
A mecanização da agricultura reduziu as oportunidades de empregos nas zonas rurais. Alguns estudiosos também atribuem o êxodo rural aos efeitos da globalização, uma vez que a demanda por maior competitividade econômica leva as pessoas a enfatizarem o capital ao invés do trabalho. A combinação de empregos rurais em declínio com uma taxa de fertilidade rural persistentemente alta desencadeou o êxodo rural.
Algumas famílias optam por enviar seus filhos para as cidades como forma de investimento para o futuro. Um estudo concluiu que as comunidades rurais na Zâmbia que tinham outras oportunidades de investimento viáveis, como gado, por exemplo, tinham taxas mais baixas de migração rural-urbana em comparação com regiões sem oportunidades de investimento viáveis. Mandar seus filhos para as cidades pode servir como investimento de longo prazo, com a esperança de que os filhos consigam enviar remessas de volta para casa, depois de conseguir um emprego na cidade.
Os jovens de zonas rurais podem escolher deixar suas comunidades rurais como um meio de transição para a vida adulta, buscando caminhos para uma maior prosperidade. Com a estagnação da economia rural e o incentivo de seus pais, os jovens rurais optam por migrar para as cidades.
Desastres naturais podem frequentemente configurar eventos pontuais que levam a fluxos de migração rural-urbana temporariamente massivos. O Dust Bowl ocorrido na década de 1930, nos Estados Unidos, por exemplo, levou à fuga de 2,5 milhões de pessoas das Planícies em 1940, muitas delas para as novas cidades no oeste. Estima-se que um em cada quatro residentes dos estados das Planícies migrou durante a década de 1930.

## O êxodo rural no Brasil
No Brasil, o êxodo rural foi um fenômeno recente, no qual uma grande quantidade de pessoas abandonou os campos e migrou para as cidades. O êxodo foi um longo processo, mas teve seu auge entre 1960 e 1980. Nesse período, um total de 27 milhões de pessoas se dirigiram às zonas urbanas. O êxodo rural brasileiro foi um dos maiores do mundo, tanto em números relativos como absolutos.